# Actinia cleopatrae
Actinia cleopatrae is een zeeanemonensoort uit de familie Actiniidae. De anemoon komt uit het geslacht Actinia. Actinia cleopatrae werd in 1834 voor het eerst wetenschappelijk beschreven door Hemprich & Ehrenberg. 